# Azuero
Azuero (Península de Azuero) je poluotok i prirodna regija na pacifičkoj obali Paname između Panamskog zaljeva (Golfo de Panamá) na istoku i zaljeva Montijo (Golfo de Montijo) na zapadu. Najveća visina mu je 935 m (3,068 feet), brdo Canajagua, jugozapadno od Las Tablasa. 
Poluotok je uveliko deforestiran, ali ipak postoji 11 nacionalnih parkova i nekoliko utočišta divljine (Isla Iguana). U nacionalnom parku Sarigua, što se prostire na 8,000 hektara u pustinjskom dijelu provincije Herrera, nalazi se i slana močvara i dom je armadila i zelene i crne iguane. Na poluotoku se nalaze i plaže za surfanje, najpoznatija je Playa Venao. Azuero je podijeljen je između 3 provincije, Herrera, Los Santos i Veraguas. Veći gradski centri su Chitré s katedralom svetog Ivana Krstitelja i Las Tablas.

## Vanjske poveznice
|  | Zajednički poslužitelj ima još gradiva o temi Azuero |